# Zofia Nałkowska
Zofia Nałkowska (10. listopadu 1884, Varšava – 17. prosince 1954, Varšava) byla polská prozaička, dramatička, básnířka a žurnalistka. Psala psychologické romány. Z její poválečné tvorby je nejvýznamnější sbírka reportážních črt, v nichž zachytila osudy obětí během nacistické okupace.
Studovala historii, zeměpis, ekonomii a jazykovědu na tajné „Létavé univerzitě“ (Uniwersytet Latający). Pracovala v ženských organizacích. Od roku 1933 byla členkou Polské literární akademie (Polska Akademia Literatury). Dále byla pracovnicí PEN klubu, ZZLP (Związek Zawodowy Literatów Polskich) a společnosti péče o vězně „Patronat“. Byla spoluzakladatelkou a členkou literární skupiny „Předměstí“ (1933–1937). V roce 1936 dostala „Złoty Wawrzyn Polskiej Akademii Literatury“. V létech 1939–1944 působila v kulturním podzemí. V letech 1945–1947 byla nestranickou poslankyní Zákonodárného sněmu (Sejm Ustawodawczy), pracovala v Hlavní komisi německých zločinů v Polsku (Główna Komisja Badania Zbrodni Niemieckich w Polsce), oddělení Lodž, a byla redaktorkou týdeníku „Kuźnica“.
Debutovala v roce 1898 na stránkách „Týdenního přehledu“ (Przegląd Tygodniowy Życia Społecznego, Literatury i Sztuk Pięknych) jako básnířka. V roce 1906 zveřejnila román Ženy (Kobiety).

## Životopis
Její celé jméno je Zofia Gorzechowska, primo voto Rygier, rozená Nałkowska. Narodila se roku 1884 ve Varšavě. Její otec Wacław Nałkowski byl známým geografem, její matka Anna (roz. Šafránková) pocházela z Moravy. Vystudovala penzionát a tajnou Létavou univerzitu (Uniwerstytet Latający). Značnou část svých širokých znalostí však nabyla samostudiem. 

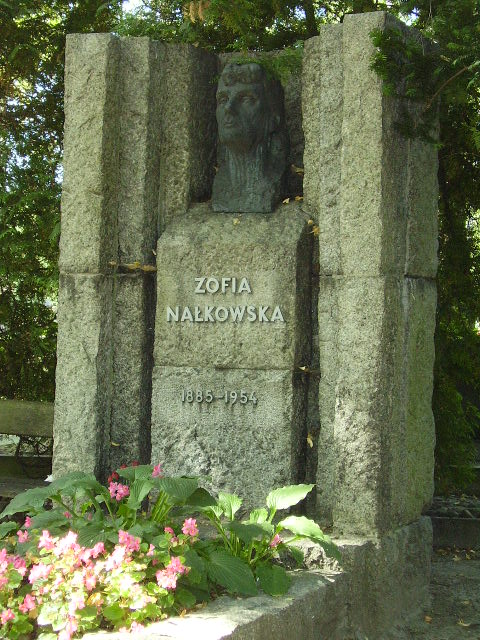
Hrob Zofie Nałkowské ve Varšavě

Zofia Nałkowska byla dvakrát vdaná. Jejím prvním mužem byl publicista a pedagog Leon Rygier (1875–1948). Vdala se za něj v roce 1904, přičemž oba, chtějíce si ulehčit případný rozvod v budoucnosti, přešli na kalvinismus. Manželství se rozpadlo kolem roku 1909, třebaže rozvod uskutečnili až v roce 1918. Jejím druhým mužem byl Jan Jur-Gorzechowski, bojovník ve Válečné organizaci (Organizacja Bojowa Polskiej Partii Socjalistycznej – OB PPS), v době meziválečné plukovník WP – velitel četnictva (żandarmeria), později velitel Hraniční stráže (Straż Graniczna) a generál.
Bydlela v okolí Varšavy (Wołomin), v Kielcích, Krakově a nedaleko Vilniusu. V meziválečné době pracovala pro polskou vládu, v Úřadu zahraniční propagandy (Biuro Propagandy Zagranicznej). Byla místopředsedkyní polského PEN klubu, pracovala v ZZLP (Związek Zawodowy Literatów Polskich), byla poslankyní Zákonodárného sněmu (Sejm Ustawodawczy).
Pracovala v Hlavní komisi německých zločinů v Polsku (Główna Komisja Badania Zbrodni Niemieckich w Polsce) – výsledkem této činnosti byly Medaliony, sbírka povídek dokumentujících období druhé světové války.
Spisovatelka zemřela 17. prosince 1954 v šest hodin odpoledne na následek zalití mozku krví. Poslední chvíle života strávila v léčebně na ulici Emilie Plater.
Nałkowska debutovala v roce 1898 jako 14letá v „Týdenním přehledu“ (Przegląd Tygodniowy Życia Społecznego, Literatury i Sztuk Pięknych) básní Pamatuji (Pamiętam). Své básně zveřejňovala ve varšavských časopisech, mj. v modernistickém časopise „Chimera“. Záhy však poezii opustila a začala se věnovat próze. Její prozaický debut spadá do roku 1904, kdy vychází román Ledová pole (Lodowe pola) (první z trilogie Ženy (Kobiety) vytištěný v „Prawdzie“. Od poloviny prvního desetiletí 20. století publikovala své romány – Ženy (Kobiety) , Kníže (Książe). Jejich tematika byla silně svázána s proudem Mladé Polsko. Později se ale spisovatelka začala čím dál více věnovat psychologické stránce člověka a lidským pocitům v různých životních situacích. Změna její tvorby nastala v období první světové války.
Mimořádnou schopnost proniknout do lidské psychiky ukázala v Charakterech, cyklu črt, které vycházely mnoho let (1922–1948).
Spisovatelka byla oceněna mnoha vyznamenáními. Za své nejslavnější dílo meziválečné doby – román Hranice získala v roce 1936 Státní literární cenu. Opětovně jí byla cena udělena roku 1953. Získala také „Złoty Wawrzyn“ Polské literární akademie.

## Zajímavosti
Rozhodnutím Mezinárodní astronomické unie byl na její počest jeden z kráterů na Venuši nazván Nalkowska. V Lublině (v jedné ze čtvrtí Wrotków) je jejím jménem nazváno sídliště (Osiedle Nałkowskich), ulice (ul. Nałkowskich) a v té samé čtvrti také název ulice podle jejího díla Medaliony (ul. Medalionów).

## Tvorba

### Romány
- 1906 Kobiety (první část, Lodowe pola, vyšla již v roce 1904)
- 1907 Książę (další díl knihy Kobiety)
- 1909 Rówieśnice
- 1911 Narcyza, Noc podniebna (novela)
- 1914 Węże i róże
- 1920 Hrabia Emil
- 1922 Na torfowiskach – první, neúplná verze Domu nad łąkami
- 1923 Romans Teresy Hennert
- 1925 Dom nad łąkami (autobiografický román, popisující dům autorčina dětství ve Wołomině poblíž Varšavy)
- 1927 Choucas
- 1928 Niedobra miłość
- 1935 Granica (Hranice)
- 1938 Niecierpliwi
- 1948 Węzły życia
- 1953 Mój ojciec

### Dramata
- 1930 Dom kobiet
- 1931 Dzień jego powrotu
- 1935 Renata Słuczańska (na základě románu Niedobra miłość)

### Sbírky novel, povídek a črt
- 1909 Koteczka czyli białe tulipany
- 1914 Lustra
- 1915 Między zwierzętami
- 1917 Tajemnice krwi
- 1922 Charaktery
- 1925 Małżeństwo
- 1927 Księga o przyjaciołach (zároveň s M. J. Wielopolskou)
- 1931 Ściany świata
- 1946 Medaliony
- 1948 Charaktery dawne i ostatnie
- 1957 Widzenie bliskie i dalekie

### Deníky
- „Dzienniki czasu wojny“ – psáno v období druhé světové války, vydáno roku 1970.
- Svazek 1 – psáno v letech 1899–1905, vydáno roku 1975
- Svazek 2 – psáno v letech 1909–1917, vydáno roku 1976
- Svazek 3 – psáno v letech 1918–1929, vydáno roku 1980
- Svazek 4 – psáno v letech 1930–1939, vydáno roku 1988
- Svazek 5 – psáno v letech 1940–1944
- Svazek 6 – psáno v letech 1945–1954, vydáno roku 2000

## Ceny a vyznamenání
- 1929 – Cena města Lodže
- 1936 – Státní cena za román Hranice
- 1953 – Státní cena 1. stupně za celoživotní činnost